# Williams Bartlett Calvert
William Bartlett-Calvert (Plymouth, Inglaterra, 18 de octubre de 1856-11 de abril de 1942).
Llegó a Chile a la edad de 17 años en un barco de guerra de la Real Armada Británica, ya que había egresado del Greenwich Royal Naval College, de Londres, que era una institución destinada a la formación de cadetes para la Royal Navy (esta Institución hoy no existe).
Al paso de los años Bartlett-Calvert se dedicó a los estudios de la entomología, donde hizo el primer catálogo de las mariposas de Chile y también hizo varias publicaciones sobre coleópteros chilenos.
Según reseña efectuada por el Profesor Dr. Carlos Emilio Porter M., al poco tiempo de fallecer don Williams Bartlett-Calvert señala que "primera nota biobibliográfica con su retrato en 1912. Había nacido en Plymouth en 1856, a cuyo puerto se retiró después de una larga estada en Chile."
"Según información que él mismo nos proporcionara para nuestra "Galería de Naturalistas de Chile" fue antes de su venida a nuestro país -Chile-, profesor en la Escuela Naval de Greenwich."
"En Chile fue profesor en el Liceo de Quillota e hizo importante labor, especialmente en Entomología, dedicando preferente atención a la recolección y estudio de los Lepidópteros del país."
"Su primera colección fue destruida por un incendio y se dedicó con gran paciencia a formar otra."
"Los duplicados de esta colección fueron adquiridos por el Museo Nacional poco antes del regreso del señor Calvert a su país."
"Mantuvo cordiales relaciones de amistad con los sabios naturalistas Dres. R. Amando y Federico Philippi, Dr. V. Izquierdo, Dr. A. Oyarzún, don Filiberto Germain y Fernando Paulsen."
"Era miembro muy estimado de varias Sociedades Entomológicas, entre ellas de la antigua y prestigiosa de Londres."
"Sus publicaciones no son numerosas, pero todas son importantes. La mayoría de ellas, como se verá por la numeración que (...) en seguida, versan sobre entomología."
"En los Anales de la Universidad de Chile publicó:
"1886.- Catálogo de Lepidópteros Rhopaloceros y Heteróceros de Chile. Pp. 311-352, Enumera 455 especies. Es la primera lista sistemática de estos insectos, incluyendo no sólo especies descritas en la obra de Gay, sino las debidas después a Butler, Felder, Philippi, etc.
"1893.- Nuevos Lepidópteros de Chile."
"1894.- Traducción de trabajos de Butler, Ragonot, Zeller y Mabille, sobre Lepidópteros."
"1898.- Una monografía de los Elatéridos de Chile."
"En nuestra Revista Chilena de Historia Natural se insertaron:
"1898.- Catálogo Revisado de Lepidópteros chilenos, (quedó inconclusa)."
"1900.- Resumen y traducción de los Seydmaenidae chilenos descriptos por Schaufuss."
"1900.- Colecta y preparación de huevos de aves."
"1900.- Cómo y dónde se buscan moluscos terrestres y de agua dulce."
"1901.- Elateridae y Eucnemidae nuevos de Chile."
"En las Transactions de la Soc. Entomológica de Londres publicó, en 1893, descripciones de nuevas especies de Lepidópteros chilenos."
"Y como folleto suelto dio a luz en nuestro país, en 1890, "Descripciones de algunos Lepidópteros chilenos"."
"Por último, en el XVI del Boletín del Museo de Historia Natural (Chile) publicó:
"1937.- Monografía de los Seydmaenidae de Chile, trabajo que envió de Plymouth a fines de 1933."

## Honores

### Eponimia
- Calvertius  Faimaire & Germain

Especies de Coleoptera: calverti
Especies de Lepidoptera: Hasodima bartletti Parra & Pascual-Toca, 2003

## Abreviatura (zoología)
La abreviatura Calvert  se emplea para indicar a Williams Bartlett Calvert como autoridad en la descripción y taxonomía en zoología.

- Datos: Q6167782
- Especies: William Bartlett-Calvert